# Theages bricenoi
Theages bricenoi là một loài bướm đêm thuộc phân họ Arctiinae, họ Erebidae.